# Arrondissement Château-Chinon (Ville)
Das Arrondissement Château-Chinon (Ville) ist eine Verwaltungseinheit im französischen Département Nièvre innerhalb der Region Bourgogne-Franche-Comté. Verwaltungssitz (Unterpräfektur) ist Château-Chinon (Ville).
Im Arrondissement liegen drei Wahlkreise (Kantone) und 80 Gemeinden.

## Wahlkreise
- Kanton Château-Chinon (mit 39 von 40 Gemeinden)
- Kanton Corbigny (mit 9 von 45 Gemeinden)
- Kanton Luzy

## Gemeinden
Die Gemeinden des Arrondissements Château-Chinon (Ville) sind:
| 1. Achun (58001)                   | 2. Alligny-en-Morvan (58003)       | 3. Alluy (58004)                      | 4. Arleuf (58010)                   |
| 5. Aunay-en-Bazois (58017)         | 6. Avrée (58019)                   | 7. Bazoches (58023)                   | 8. Biches (58030)                   |
| 9. Blismes (58034)                 | 10. Brassy (58037)                 | 11. Brinay (58040)                    | 12. Cercy-la-Tour (58046)           |
| 13. Chalaux (58049)                | 14. Charrin (58060)                | 15. Château-Chinon (Campagne) (58062) | 16. Château-Chinon (Ville) (58063)  |
| 17. Châtillon-en-Bazois (58065)    | 18. Châtin (58066)                 | 19. Chaumard (58068)                  | 20. Chiddes (58074)                 |
| 21. Chougny (58076)                | 22. Corancy (58082)                | 23. Dommartin (58099)                 | 24. Dun-les-Places (58106)          |
| 25. Dun-sur-Grandry (58107)        | 26. Empury (58108)                 | 27. Fâchin (58111)                    | 28. Fléty (58114)                   |
| 29. Fours (58118)                  | 30. Gien-sur-Cure (58125)          | 31. Glux-en-Glenne (58128)            | 32. Gouloux (58129)                 |
| 33. Isenay (58135)                 | 34. La Nocle-Maulaix (58195)       | 35. Lanty (58139)                     | 36. Larochemillay (58140)           |
| 37. Lavault-de-Frétoy (58141)      | 38. Limanton (58142)               | 39. Lormes (58145)                    | 40. Luzy (58149)                    |
| 41. Marigny-l’Église (58157)       | 42. Maux (58161)                   | 43. Millay (58168)                    | 44. Montambert (58172)              |
| 45. Montapas (58171)               | 46. Montaron (58173)               | 47. Mont-et-Marré (58175)             | 48. Montigny-en-Morvan (58177)      |
| 49. Montigny-sur-Canne (58178)     | 50. Montsauche-les-Settons (58180) | 51. Moulins-Engilbert (58182)         | 52. Moux-en-Morvan (58185)          |
| 53. Onlay (58199)                  | 54. Ougny (58202)                  | 55. Ouroux-en-Morvan (58205)          | 56. Planchez (58210)                |
| 57. Poil (58211)                   | 58. Préporché (58219)              | 59. Rémilly (58221)                   | 60. Saint-Agnan-en-Morvan (58226)   |
| 61. Saint-André-en-Morvan (58229)  | 62. Saint-Brisson (58235)          | 63. Saint-Gratien-Savigny (58243)     | 64. Saint-Hilaire-en-Morvan (58244) |
| 65. Saint-Hilaire-Fontaine (58245) | 66. Saint-Honoré-les-Bains (58246) | 67. Saint-Léger-de-Fougeret (58249)   | 68. Saint-Martin-du-Puy (58255)     |
| 69. Saint-Péreuse (58262)          | 70. Saint-Seine (58268)            | 71. Savigny-Poil-Fol (58274)          | 72. Sémelay (58276)                 |
| 73. Sermages (58277)               | 74. Tamnay-en-Bazois (58285)       | 75. Tazilly (58287)                   | 76. Ternant (58289)                 |
| 77. Thaix (58290)                  | 78. Tintury (58292)                | 79. Vandenesse (58301)                | 80. Villapourçon (58309)            |

## Neuordnung der Arrondissements 2017

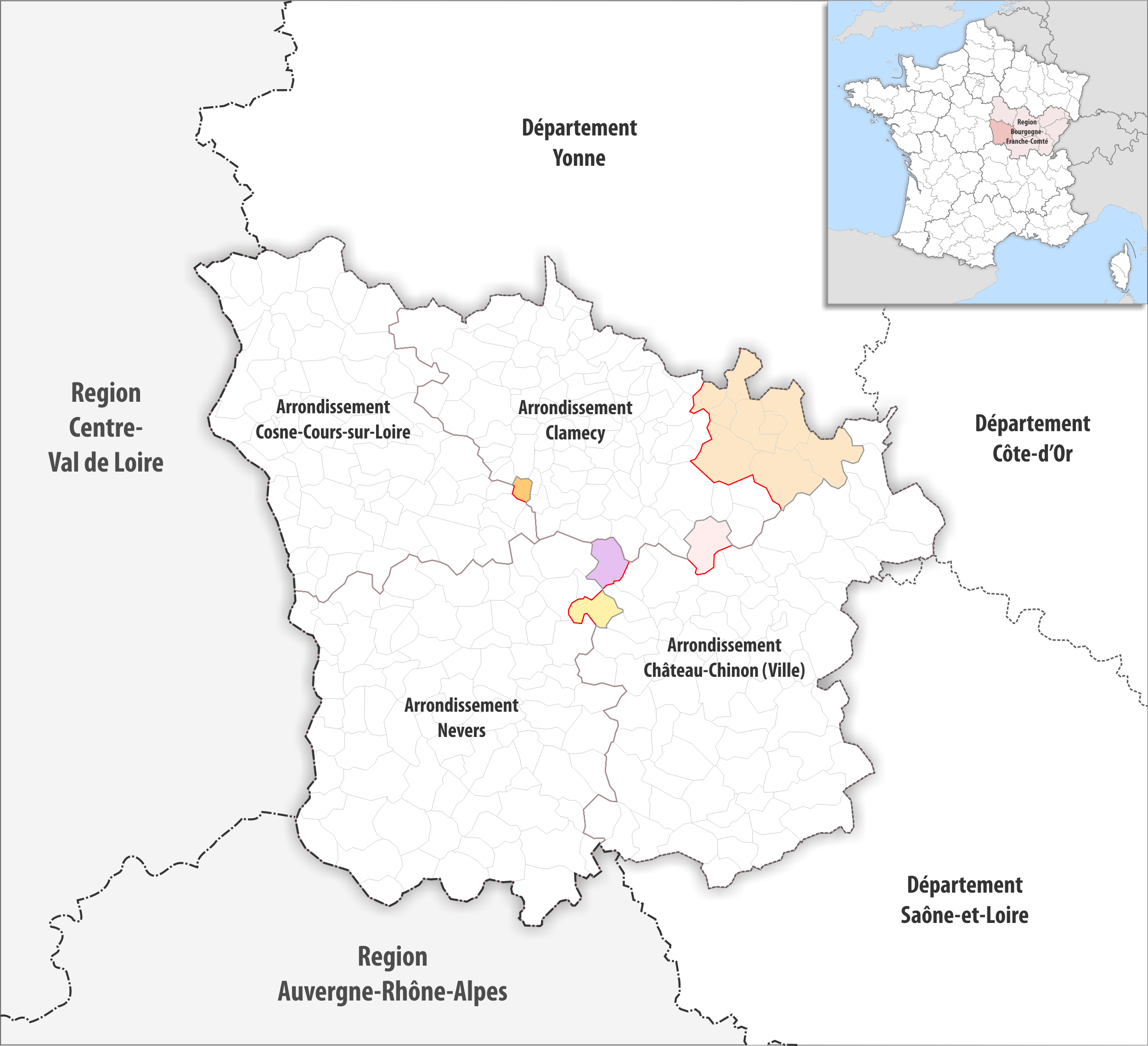
Arrondissementsanpassungen im Jahr 2017

Durch die Neuordnung der Arrondissements im Jahr 2017 wurde die Fläche der neun Gemeinden Bazoches, Brassy, Chalaux, Dun-les-Places, Empury, Lormes, Marigny-l’Église, Saint-André-en-Morvan und Saint-Martin-du-Puy aus dem Arrondissement Clamecy sowie die Fläche der Gemeinde Montapas aus dem Arrondissement Nevers dem Arrondissement Château-Chinon (Ville) zugewiesen.
Dafür wechselte aus dem Arrondissement Château-Chinon (Ville) die Fläche der Gemeinde Bazolles zum Arrondissement Nevers und die Fläche der Gemeinde Montreuillon zum Arrondissement Clamecy.